# LUCKY SEVEN!!
LUCKY SEVEN!!은 Kis-My-Ft7의 명의로 발매되었고, 세븐 일레븐과 세븐넷에서 한정으로 판매된 오리지널 쇼트 무비 DVD이다.

## 개요
키스마이 멤버들이 설마 사랑의 라이벌! ?
키스마이 스위치의 "ON"과 "OFF"에서 펼쳐지는 잘나가는 자신과 못나가는 자신이 교차하는 오리지널 스토리.
당신은 진짜 Kis-My-Ft2의 모습을 목격 할지도 모른다. 코미디 터치로 그려진 새로운 감각 청춘 러브! ? 스토리!
촬영 풍경을 담은 메이킹 영상도수록.

## 수록 내용
1. LUCKY SEVEN!! 본편
2. LUCKY SEVEN!! 메이킹

## 예약 특전
1. Kis-My-Ft7 오리지널 A2 포스터
2. Kis-My-Ft7 스페셜 이벤트 추첨 응모권